# Drosophila neobaimai
Drosophila neobaimai är en tvåvingeart som beskrevs av Singh och Dash 1998. Drosophila neobaimai ingår i släktet Drosophila och familjen daggflugor.
Artens utbredningsområde är Indien.